# Al-Qaida del Magrib Islàmic

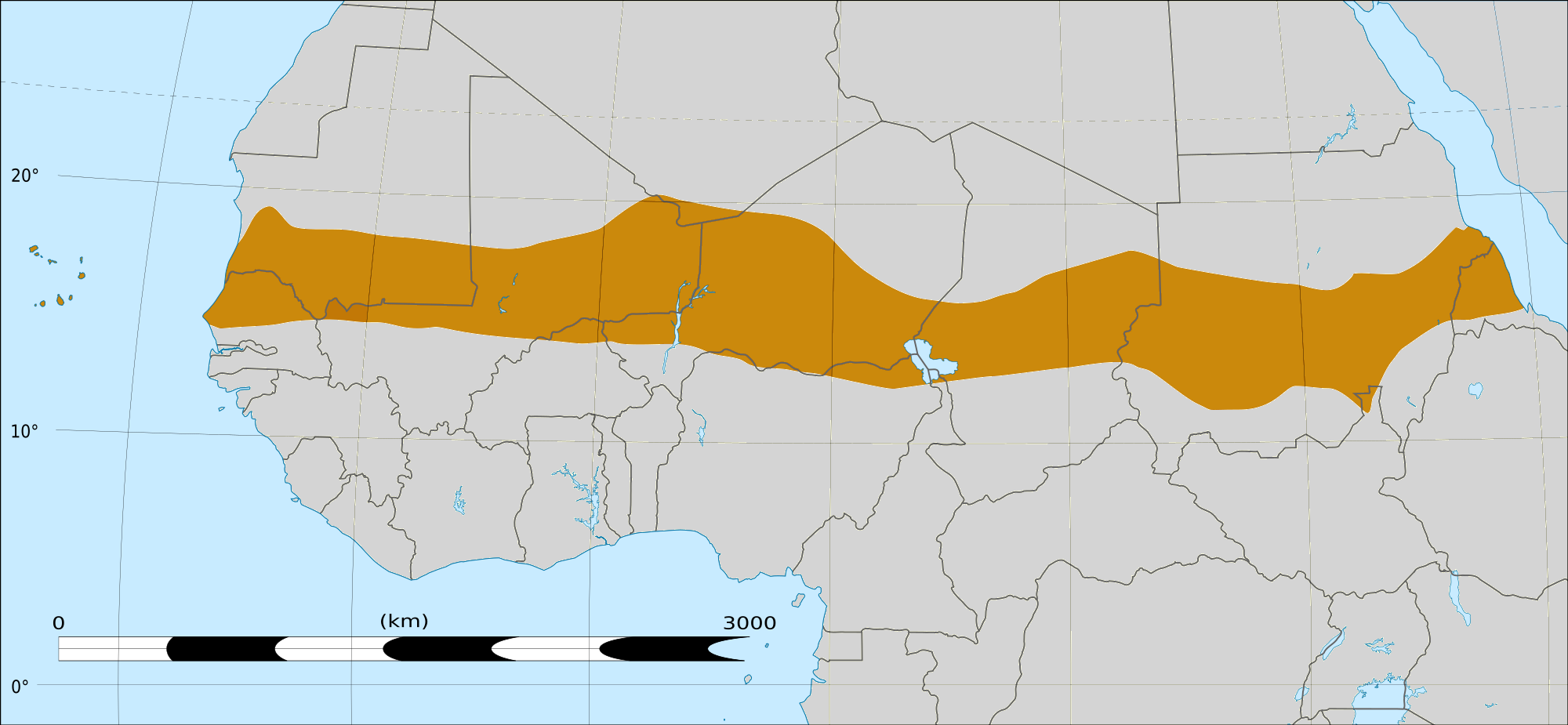
La zona del Sahel és on aquest grup armat ha augmentat més últimament la seva activitat.

Al-Qaida del Magrib Islàmic (AQMI) o Al-Qaida del nord de l'Àfrica Islàmica, abans coneguda com a Grup Salafista per a la Predicació i el Combat, és una milícia islàmica d'origen algerià creada el 1997 com a escissió del Grup Islàmic Armat per Hassan Hattab i el muftí Ahmed Zarabib, i els líders espiritual del qual són Abu Qutada i Abu Al Haitan, vinculada des dels seus orígens amb Gihad Islàmic i, des de 2007 amb Al-Qaida.
Des de 2004 fins a la seva mort en 2020 estava dirigida per Abdelmalek Droukdel, succeint al llavors líder, Nabil Sahraoui.
És considerada com una organització terrorista estrangera pel Departament d'Estat dels Estats Units, i classificada similarment per la Unió Europea, Austràlia, Canadà i Rússia.
El 29 de novembre de 2009 segrestaren als cooperants de l'ONG Barcelona Acció Solidària, Albert Vilalta, Roque Pasqual i Alícia Gámez a Mauritània. La cooperant Alícia Gámez va ser alliberada el 10 de març de 2010. Els altres dos segrestats van ser alliberats el 22 d'agost de 2010.

## Segrest dels cooperants d'Acció Solidària
El 29 de novembre del 2009 van segrestar els cooperants espanyols de l'ONG Barcelona Acció Solidària Albert Vilalta, Roque Pasqual i Alícia Gámez a Mauritània, a uns 150 km de la capital, Nouakchott, mentre es traslladaven a Dakar en un comboi de tretze vehicles dels quals el seu era l'últim. Després es va saber que Albert Vilalta havia rebut tres trets en una cama. Els mitjans de comunicació van informar que Al-Qaida demanava l'alliberament de presos islamistes a Mauritània i que el responsable del segrest era Mokhtar Belmokhtar, d'Al-Qaida del Magreb Islàmic.
Després del segrest, el Govern espanyol va confirmar l'endemà que era obra d'Al-Qaida del Magreb Islàmic. Encara que Mauritània va establir immediatament controls al llarg de la frontera amb Mali per evitar el pas dels segrestadors, no va obtenir cap resultat. Al-Qaida del Magreb Islàmic va reivindicar el segrest el 8 de desembre de 2009 a través d'un comunicat emès per la cadena de televisió Al-Jazeera. No va ser fins al 29 de desembre quan es va comunicar l'estat de salut d'Albert Vilalta, amb tres trets en una cama, encara que els segrestadors van manifestar que es trobava bé. Nou dies després el Govern espanyol es va mostrar disposat a arribar a un acord, incloent, si era necessari, el pagament d'un rescat.
El 31 de gener de 2010, durant la cimera de la Unió Africana a Etiòpia a la qual va assistir President del Govern espanyol, José Luis Rodríguez Zapatero, i el Ministre d'Afers Exteriors, Miguel Ángel Moratinos, aquest últim va mantenir reunions amb els responsables polítics de Mali i Mauritània. Aquest mateix dia es va comunicar que Mauritània havia detingut tres terroristes a la zona nord del país.
Al febrer, Mali extradir a Omar Sid Ahmed Ould Hamma, àlies Omar el Saharahui, a Mauritània per ser jutjat com un dels autors del segrest. No va ser fins al març quan Al-Qaida va sol·licitar com a contraprestació l'alliberament de diversos detinguts de l'organització a Mauritània. Cinc dies després va ser alliberada Alícia Gámez, el mateix dia que el Govern espanyol va manifestar tenir "proves de vida" dels altres dos espanyols segrestats.
El líder de l'organització armadada d'Al-Qaida del Magreb Islàmic que va dirigir el segrest, Mokhtar Belmokhtar, va demanar com a contraprestació per alliberar els altres dos espanyols, que continuaven segrestats, la posada en llibertat del maurità Tagui Ould Youssef, el seu lloctinent detingut a Níger i traslladat a Mauritània el maig de 2010. El Ministre d'Afers Exteriors d'Espanya, Miguel Ángel Moratinos, va viatjar a Mauritània el 6 de juny de 2010 i va demanar expressament al president maurità, el general Mohamed Abdelaziz, que el posés en llibertat per afavorir la fi del segrest, al que Abdelaziz es va negar. Després, en no aconseguir la del seu lloctinent, Mokthtar va demanar la posada en llibertat d'Omar el Saharahui. Mohamed Abdelaziz es va oposar en principi, encara que després tàcitament acceptà. A la primera quinzena d'agost es va condemnar a Mauritània a 12 anys de treballs forçats a "Omar el Saharahui" que, tanmateix, va ser alliberat de la presó dos dies després, el 16 d'agost, i enviat a Mali sense càrrecs i sense que els seus propis advocats defensors ho sabessin. A Mali no tenia causes pendents, per la qual cosa es va considerar que es trobava des de llavors en llibertat.

### Alliberament dels segrestats
La cooperant espanyola Alícia Gámez va ser alliberada el 10 de març de 2010 i recollida per les autoritats espanyoles a Burkina Faso després de diverses gestions diplomàtiques des del Ministeri d'Afers Exteriors espanyol i del Centre Nacional d'Intel·ligència. Els altres dos segrestats, Albert i Roc, van ser alliberats el 22 d'agost de 2010, passant a mans de Mustafà Chafi, conseller del president de Burkina Faso, que va ser l'encarregat de portar-los a lloc segur.
Segons la televisió Al-Arabiya, l'alliberament dels dos últims espanyols segrestats obeïa al trasllat a Mali el 16 d'agost de l'únic detingut en el segrest, Omar Sid Ahmed Ould Hamma, àlies Omar el Saharahui, jutjat i condemnat a 12 anys de treballs forçats a Mauritània per la seva intervenció en el segrest. Chafi havia comunicat dues setmanes abans al Govern espanyol que el segrest es trobava en el seva "recta final", coincidint amb el trasllat a Mali d'Omar el Saharahui.
L'alliberament dels últims dos espanyols segrestats el va confirmar el Govern espanyol al migdia del 23 d'agost, quan un helicòpter els traslladava a Ouagadougou alhora que Mustafà Chafi comunicava: "Estic en l'helicòpter amb els dos ex segrestats. Tot ha anat molt bé ". Des Burkina Faso es traslladarien en un avió de la Força Aèria Espanyola a Barcelona. Va ser el segrest més llarg de l'Al-Qaida del Magreb (267 dies).
Al-Qaida del Magreb va enviar el mateix dia un comunicat al diari espanyol El País en què es felicitaven per haver trobat "una solució positiva" per a l'alliberament dels espanyols en haver-los concedit algunes de les seves peticions, sense fer menció a quines. Van assenyalar també que l'alliberament era una lliçó adreçada a la classe política francesa perquè el tinguessin present en el futur, el que es va interpretar com una referència al fallit intent de França a través de comandos i amb suport de l'exèrcit de Mauritània d'alliberar Michael Germaneau que va ser assassinat al juliol, poc després del fracassat assalt.

## Segrest de la planta de gas d'In Amenas
El 16 de gener del 2013, la brigada Al Muthalimin ('els que firmen amb sang'), facció creada el 2012 per Mokhtar Belmokhtar, exlíder d'Al-Qaida del Magrib Islàmic, va segrestar la planta de gas In Amenas a Algèria. Aquesta planta de gas era operada per tres companyies, la britànica BP, la noruega Statoil i l'algeriana Sonatrach, motiu pel qual molts dels empleats eren estrangers (Francesos, britànics, noruecs, japonesos, nord-americans i un irlandès).
L'endemà, el 17 de gener, l'exèrcit algerià va llençar una operació per recuperar la planta que va provocar la mort de diverses persones, entre segrestats i segrestadors. L'operació duta a terme per les forces algerianes van provocar, el mateix 17, les crítiques de bona part de les potències occidentals, reclamant més informació.
Belmokhtar és un dels homes més buscats per la intel·ligència francesa a la regió des del 2002, i és també la mà que hi havia al darrere del segrest dels tres cooperants catalans (Roque, Albert i Alícia) el 2009, amb la Caravana Solidària a Mauritània.

## Mort d'Abdelmalek Droukdel
El 2 de març de 2017, la branca del Sahara es va fusionar amb Front de Libération du Macina, Ansar Dine i Al-Mourabitoun formant Jama'at Nasr al-Islam wal Muslimin.
El 5 de juny de 2020 el govern francès va informar que Abdelmalek Droukdel, líder d'Al-Qaida del Magrib Islàmic i els membres del seu cercle més proper, havien estat assassinats per les seves forces en una operació al nord de Mali dos dies abans.

### Notícies
- (castellà) La Guardia Civil detiene a 10 individuos vinculados a la red Al Qaeda en Alicante Granada y Murcia Arxivat 2007-09-28 a Wayback Machine., Ministeri de l'Interior d'Espanya, 23 de novembre 2005.
- (castellà) Grupo islamista argelino se une a Al Qaeda Arxivat 2006-11-05 a Wayback Machine., Afrol News, 14 de setembre 2006.